# Tributtersäureglycerinester
Tributtersäureglycerinester (systematisch Tributansäureglycerolester, Trivialname Tributyrin) wird durch Veresterung gebildet aus dem dreiwertigen Alkohol Glycerin (Propan-1,2,3-triol) und Buttersäure. Er gehört somit zu den Fetten und fetten Ölen und zugleich ist ein Triglycerid.

## Eigenschaften
Tributyrin ist ein ölige, farblose Flüssigkeit mit bitterem Geschmack. Der Ester ist unlöslich in Wasser, löst sich aber in Aceton, Benzol, Diethylether und Ethanol.

### Physiologische Eigenschaften
Im Magen-Darm-Trakt wird Tributtersäureglycerinester enzymatisch in Glycerin und Buttersäure gespalten; die Carbonsäure ist notwendig zur Ernährung und zum Schutz von Darmepithelzellen sowie zum Wiederaufbau veränderter Zellen. Weiterhin hemmt in vitro Buttersäure Magen- und Darmkrebszellen.

## Herstellung
Tributyrin wird durch Verestern von Buttersäure mit Glycerin hergestellt.

## Verwendung
Der Ester wird als Weichmacher, als Emulgator und als Futtermittelzusatzstoff, in pharmazeutischen und medizinischen Materialien sowie als Ausgangsstoff für eine partielle Umesterung mit langkettigen Fettsäuren zu Fettersatzstoffen (Salatrim) verwendet.